# متحف أبولونيا
متحف أبولونيا أو متحف سوسة هو متحف أثري يقع بمدينة سوسة في الجبل الأخضر شمال شرق ليبيا. يضم المتحف مجموعة من القطع الأثرية مثل التماثيل والنقوش واللوحات الفسيفسائية، ونقوش جنائزية تعود إلى الفترة الرومانية، ويوجد من بين معروضات المتحف قاعدة تمثال تعود إلى القرن الثالث قبل الميلاد.